# Dyson Air Multiplier

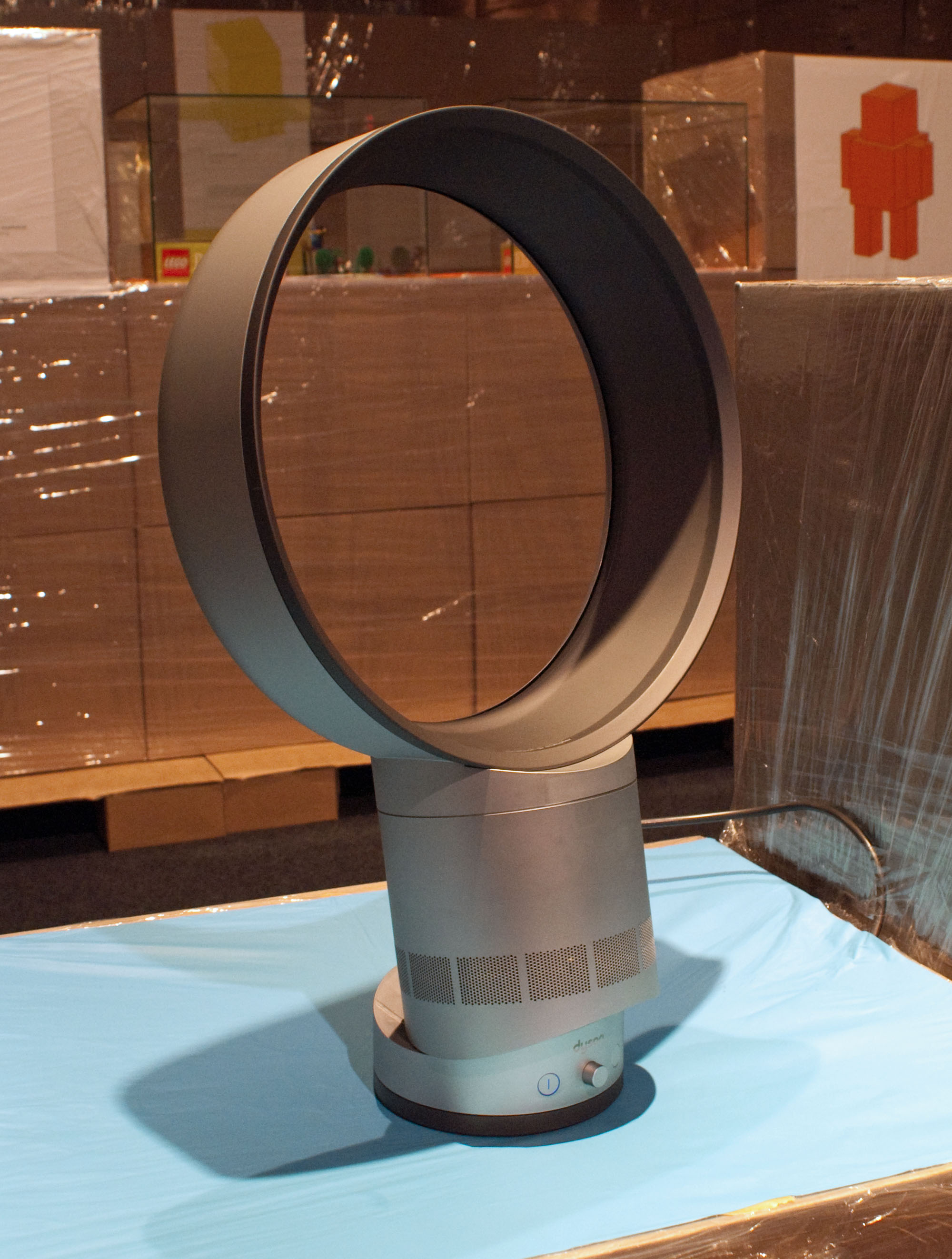
Dyson Air Multiplier

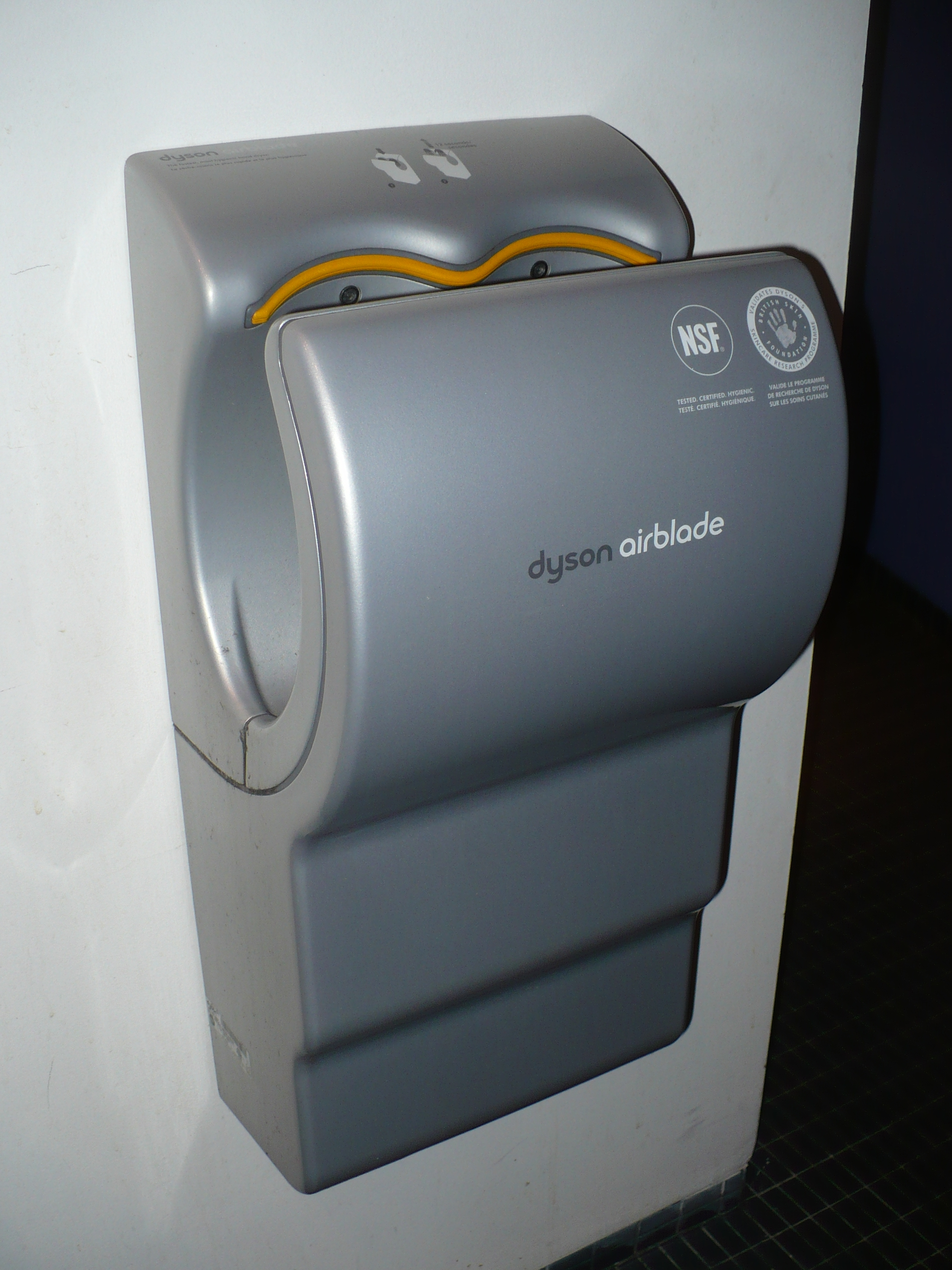
Dyson airblade là sản phẩm khởi nguồn ý tưởng của Dyson Air Multiplier

Dyson Air Multiplier là sản phẩm quạt điện không cánh của James Dyson ra mắt ngày 18 tháng 10 năm 2009. Sản phẩm này có chức năng như quạt để bàn hoặc quạt đứng, được thiết kế để tạo ra luồng chuyển động không khí êm hơn và hoạt động một cách an toàn hơn so với các sản phẩm quạt tương tự. Ý tưởng cho loại quạt này xuất phát từ một phát minh trước đó của Dyson là máy sấy tay Dyson Airblade, thiết bị này đẩy không khí qua một khe nhỏ để quét nước khỏi tay ướt. Các kỹ sư động lực học chất lỏng nghiên cứu thiết kế phát hiện rằng một lượng lớn không khí đã được giữ lại bên trong máy sấy và quyết định tìm hiểu cách sử dụng hiệu ứng này cho các mục đích khác. Sản phẩm đã ra đời sau ba năm nghiên cứu và một năm thử nghiệm.
Loại quạt này sử dụng động cơ điện 40 W, hoạt động theo nguyên tắc hút không khí qua những lỗ nhỏ dưới đế quạt và di chuyển dọc theo khung lõm hình tròn, sau đó bị đẩy qua khe rộng 1,3 nằm dọc theo khung. Khi bị ép đi chạy xuyên vòng tròn, lượng không khí qua đó gia tăng lên 15 lần và đạt tốc độ tối đa 35,2 km/giờ. Do không có cánh và trục quay nên thiết bị không gây tiếng ồn, đồng thời duy trì chất lượng gió êm và đều, không bắt bụi và không gây nguy hiểm cho người dùng hiếu kỳ như trẻ em. Dyson Air Multiplier có thể xoay 90 độ theo phương ngang, ngoài ra còn có một nút kiểm soát tốc độ không khí. Sản phẩm có hai phiên bản với hai kích cỡ khác nhau.
Thiết kế quạt không cánh đã được Tokyo Shibaura Electric cấp bằng sáng chế vào năm 1981 nhưng chưa từng được sản xuất. Cơ quan Sở hữu Trí tuệ đã từ chối yêu cầu cấp bằng sáng chế đầu tiên của Dyson với phán quyết rằng "không thể xem là mới lạ hay không thể coi là một giải pháp sáng tạo" so với các phiên bản của Nhật.
Loại quạt này có hiệu quả năng lượng cao hơn so với các loại quạt thông thường.
Sản phẩm đã nhận được giải thưởng thiết kế Good Design Grand Award 2010.